# Монси-Нотр-Дам
Монси́-Нотр-Дам (фр. Montcy-Notre-Dame) — коммуна во Франции, находится в регионе Шампань — Арденны. Департамент — Арденны. Входит в состав кантона Центральный Шарлевиль. Округ коммуны — Шарлевиль-Мезьер.
Код INSEE коммуны — 08298.
Коммуна расположена приблизительно в 210 км к северо-востоку от Парижа, в 95 км севернее Шалон-ан-Шампани, в 3 км к востоку от Шарлевиль-Мезьера.

## Население
Население коммуны на 2008 год составляло 1535 человек.
| 1962 | 1968 | 1975 | 1982 | 1990 | 1999 | 2008 |
| ---- | ---- | ---- | ---- | ---- | ---- | ---- |
| 1159 | 1203 | 1582 | 1516 | 1419 | 1482 | 1535 |

## Экономика
В 2007 году среди 1042 человек в трудоспособном возрасте (15—64 лет) 732 были экономически активными, 310 — неактивными (показатель активности — 70,2 %, в 1999 году было 71,3 %). Из 732 активных работали 681 человек (356 мужчин и 325 женщин), безработных было 51 (31 мужчина и 20 женщин). Среди 310 неактивных 88 человек были учениками или студентами, 133 — пенсионерами, 89 были неактивными по другим причинам.

## Фотогалерея

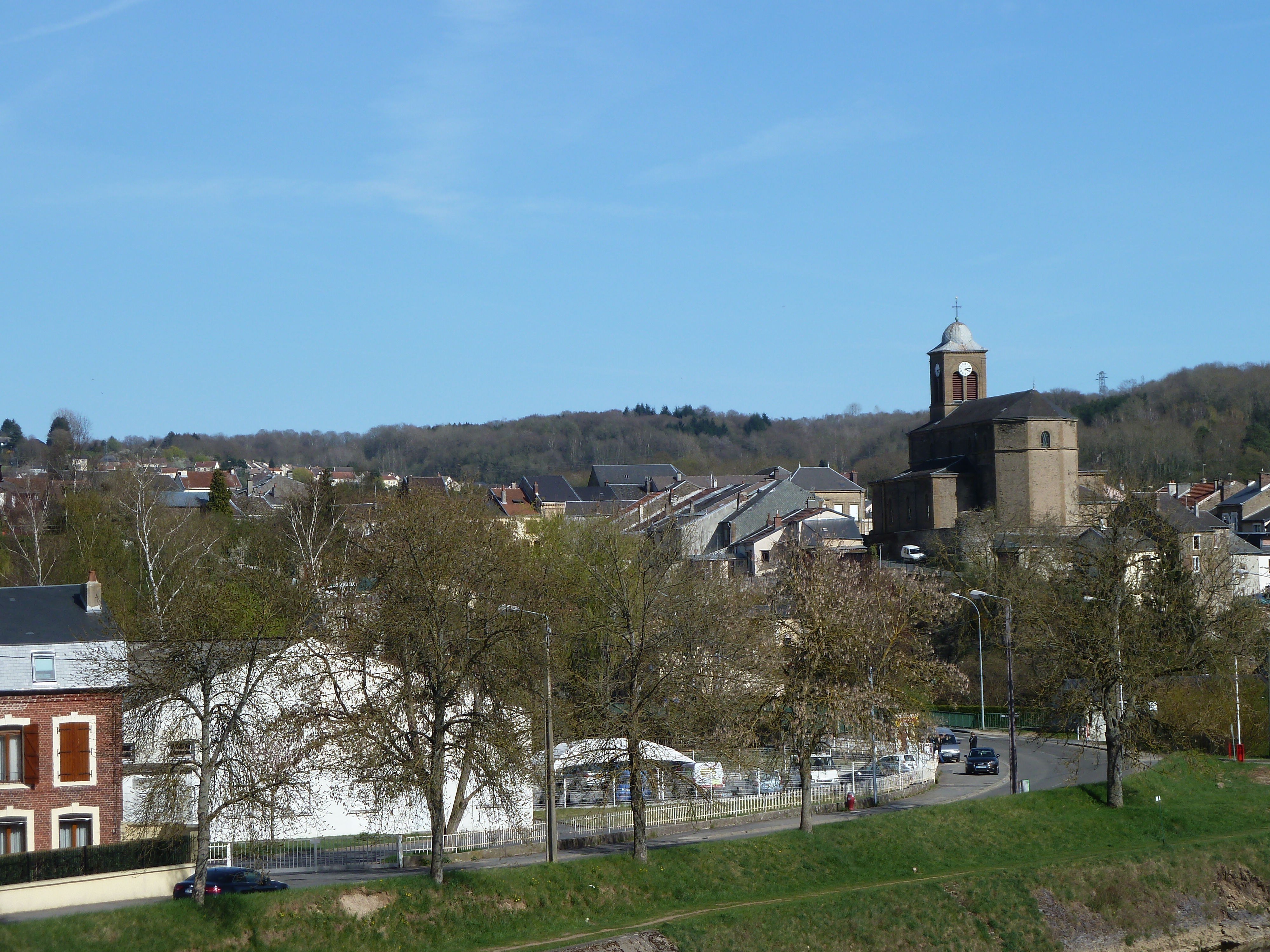
Монси-Нотр-Дам
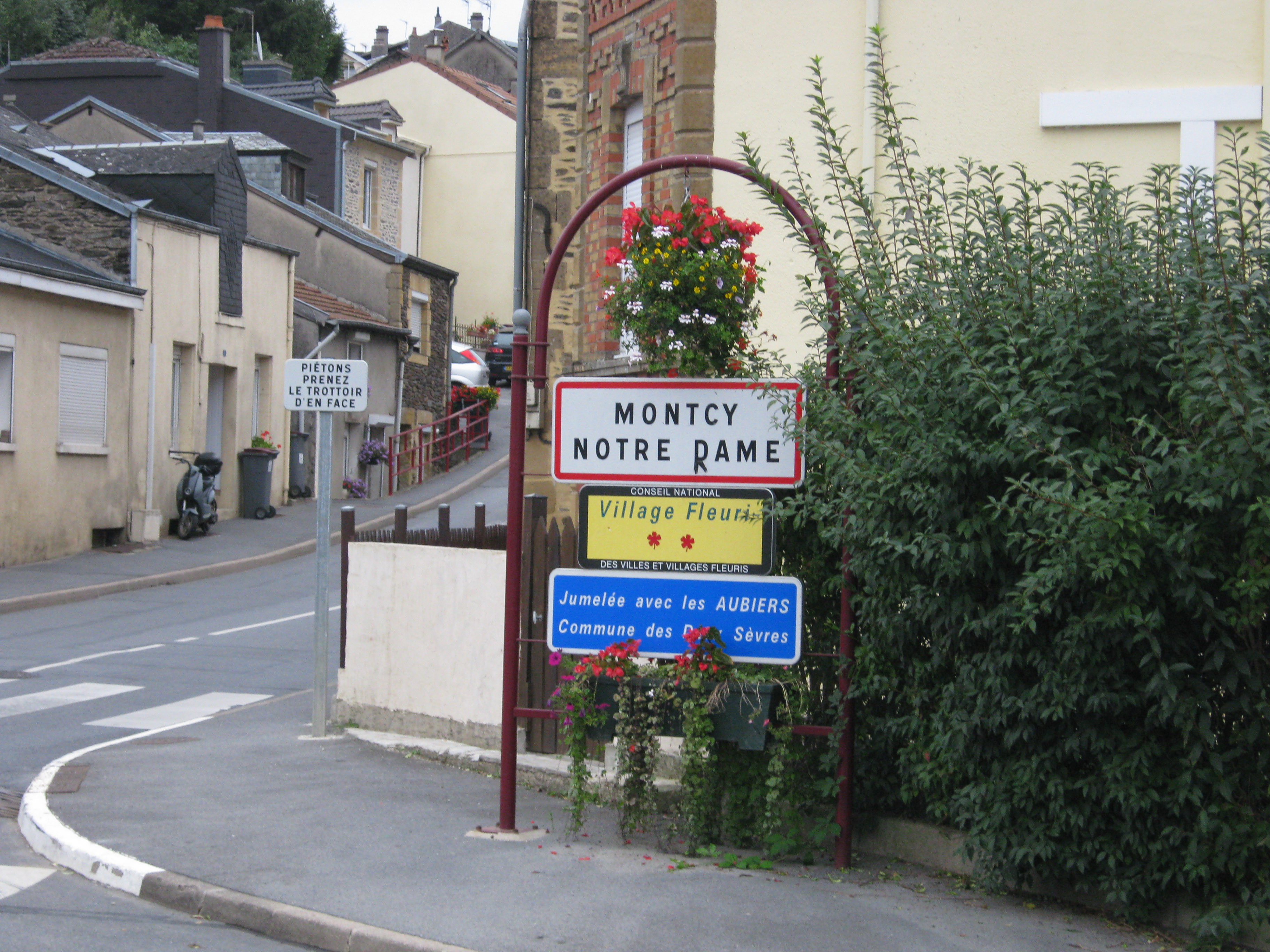
Монси-Нотр-Дам
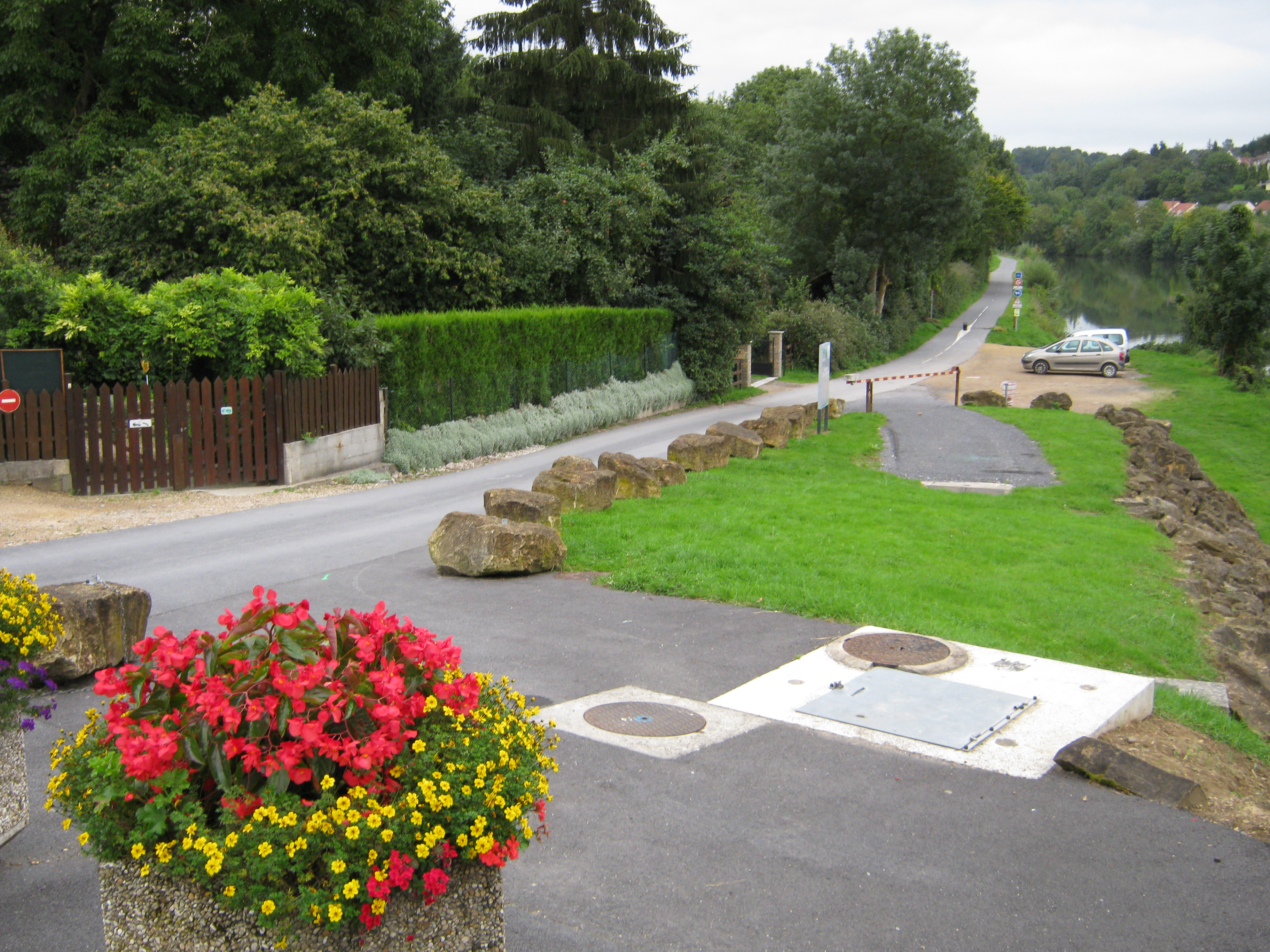
Монси-Нотр-Дам
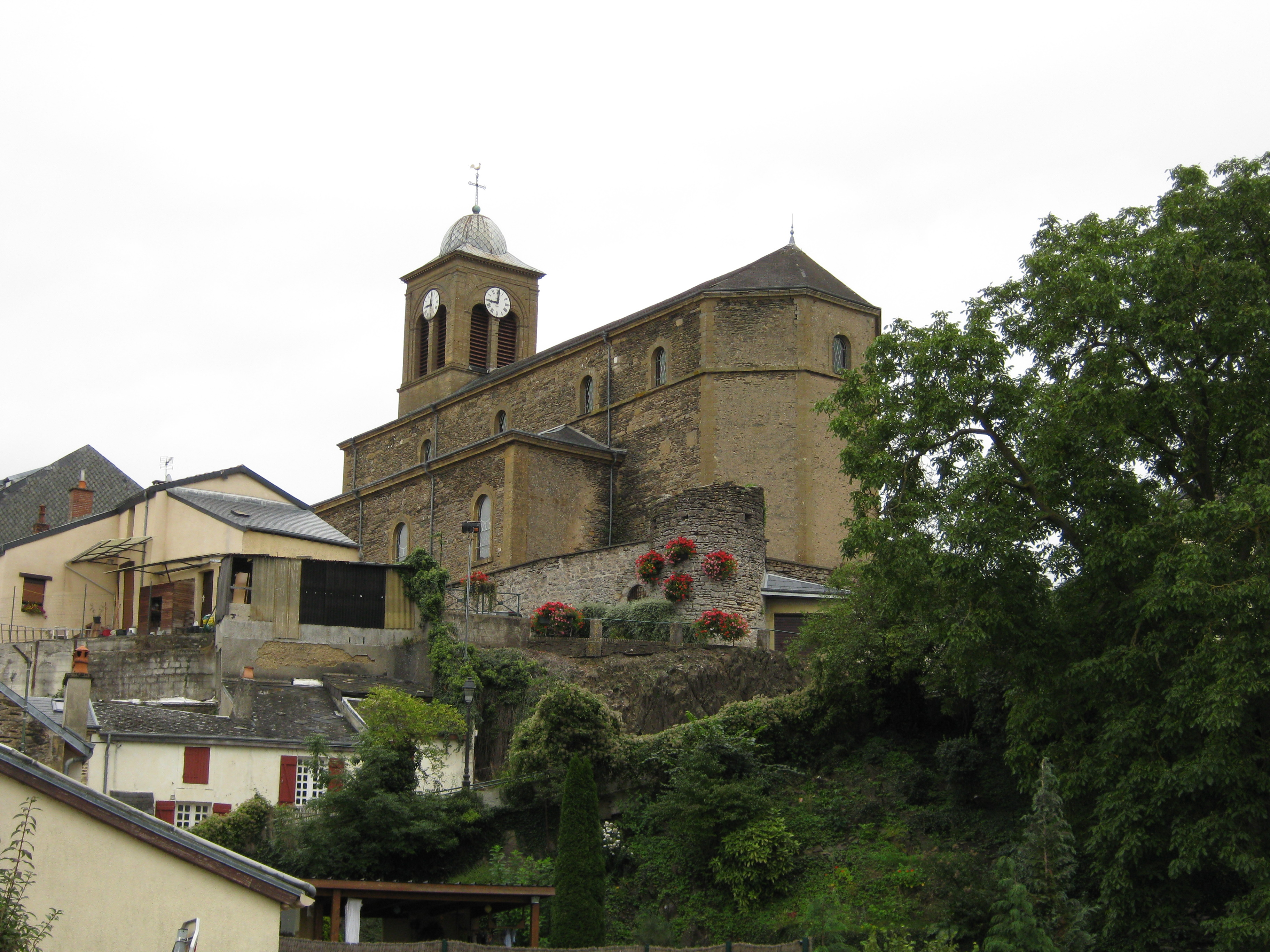
Церковь Нотр-Дам